# Myennes

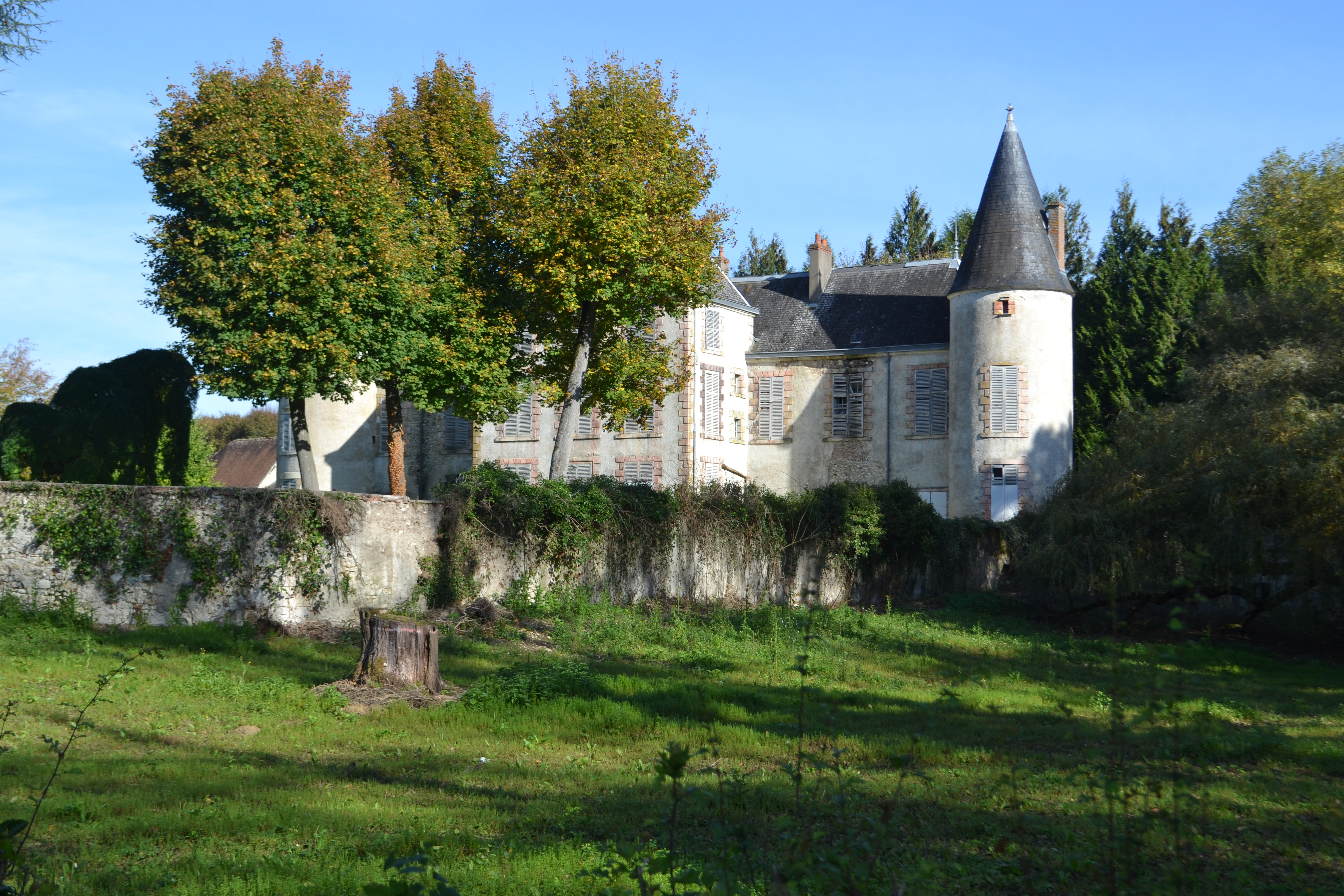
Kasteel

Myennes is een gemeente in het Franse departement Nièvre (regio Bourgogne-Franche-Comté) en telt 591 inwoners (2009). De plaats maakt deel uit van het arrondissement Cosne-Cours-sur-Loire.

## Geografie
De oppervlakte van Myennes bedraagt 7,4 km², de bevolkingsdichtheid is 79,9 inwoners per km².
De onderstaande kaart toont de ligging van Myennes met de belangrijkste infrastructuur en aangrenzende gemeenten.

## Demografie
Onderstaande figuur toont het verloop van het inwonertal (bron: INSEE-tellingen).